# Ваньовичі
Ваньо́вичі — село в Україні, у Самбірському районі Львівської області. Населення становить 996 осіб. Орган місцевого самоврядування — Самбірська міська рада. Колишній орган місцевого самоврядування - Стрілковицька сільська рада.

## Назва
У 1989 р. назву села Ваньковичи було змінено на одну літеру.

### Народилися
- Герчанівський Дмитро (1894-1984) — український військовий і громадсько-політичний діяч, один із організаторів УВО.
- Марц'ян Лапчинський — спочатку греко-католик, потім монах-бернардин Марцелій, адміністратор латинської парафії святого Андрея у Львові[2]
- Фляк Ігор Романович (1975—2015) — капітан Збройних сил України учасник російсько-української війни.

### Пов'язані з селом
- Венгринович Степан (1897—1954) — український священик, письменник, мемуарист. Мешкав певний час у селі, де в парафіяльному домі жив його батько.
- отець Іван Лапчинський — парох села, батько Марц'яна.
- отець Роман Сембратович.
- Шехович Ярослав Дмитрович :Голова сільської ради 2015-2020 р.

## Населення

### Мова
Розподіл населення за рідною мовою за даними перепису 2001 року:
| Мова       | Кількість | Відсоток |
| ---------- | --------- | -------- |
| українська | 993       | 99.7%    |
| російська  | 2         | 0.2%     |
| польська   | 1         | 0.1%     |
| Усього     | 996       | 100%     |